# Gibberula thomensis
Gibberula thomensis is een slakkensoort uit de familie van de Cystiscidae. De wetenschappelijke naam van de soort is voor het eerst geldig gepubliceerd in 1918 door Tomlin.